# Dame Stanca
Pour les articles homonymes, voir Stanca.
Dame Stanca, en roumain : Doamma Stanca (née dans la seconde moitié du XVIe siècle - morte en 1603), est la femme de Michel Ier. Selon la tradition ils se sont mariés dans l'église de Proieni, județ de Vâlcea, en 1584.

## Famille
Stanca est la fille de la « jupânese » Neacșa, nonne sous le nom de Maria, elle a un frère Dragomir, futur grand Boyard sous le règne de Matthieu Basarab. Elle est de plus la nièce par son père ou sa mère du ban de Craiova Dobromir Cretsulescu (1568-1581). Son père est peut-être le postelnic (ministre des affaires étrangères, chef des clucères) Dumitru ou un jupân nommé Stan héritier du domaine de Cârstienești dans le Județ de Vâlcea.

## Stanca à Făgăraș
En 1600, maître temporaire de la Citadelle de Făgăraș en Transylvanie, Michel Ier, donne le domaine Făgăraș à son épouse Stanca et y héberge sa famille jusqu'en 1601. Il s'y retire après sa défaite de bataille de Mirăslău (18/28 septembre 1600). Stanca s'y était installée avec leurs deux enfants, Nicolae Pătrașcu et Florica. Michel avait fait édifier une église pour sa famille dans la partie sud de la ville. Après la bataille de Mirăslău, les membres de la famille princière sont considérés comme des otage de la cité, et après le meurtre du voïvode près de Turda, les 9 et 10 août 1601, Stanca y vécut jusqu'à sa mort traitée comme une domestique.

## Commémoration de Doamna Stanca

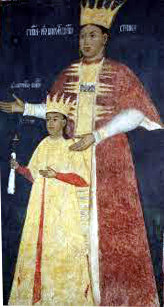
Stanca et son fils Nicolae Pătrașcu.

En 1938, sur la proposition de Nicolae Iorga, la section Făgăraș du groupe des femmes roumaines, a pris l'initiative de faire édifier un buste de « Dame Stanca ». La statue a été réalisée en 1938 par le sculpteur Spiridon Georgescu (1887-1974) et le monument érigé en face de la citadelle de Făgăraș. Sur la base du monument une inscription rappelle les humiliations subies par Stanca avant sa mort.
Des lycées à Făgăraș et à Satu Mare portent son nom : Colegiul Național Doamna Stanca et des rues de Făgăraș, Bucarest Ploiești, Râmnicu Vâlcea et Șelimbăr, dans le Județ de Sibiu lui sont également consacrées : strada Doamna Stanca.

## Représentation cinématographie
Dans le film Buzduganul cu trei peceți de 1977 son personnage est interprété par l'actrice Olga Bucătaru, et dans Mihai Viteazul de 1971 par Ioana Bulcă.